# Disocactus ackermannii
Disocactus ackermannii, vrsta kaktusa iz Meksika.

## O uzgoju
- Preporučena temperatura:  Noć: 10-12°C
- Tolerancija hladnoće:  držati ga iznad 10°C
- Minimalna temperatura:  15°C
- Izloženost suncu:  treba biti na svjetlu
- Porijeklo:  Meksiko (Oaxaca)

## Sinonimi
- Cactus ackermannii (Haw.) Lindl.
- Epiphyllum ackermannii Haw.
- Heliocereus ackermannii (Haw.) Doweld
- Nopalxochia ackermannii (Haw.) F.M.Knuth
- Phyllocactus ackermannii (Haw.) Salm-Dyck
- Weberocereus ackermannii (Haw.) S.S.Ying

## Vanjske poveznice
|  | Zajednički poslužitelj ima stranicu o temi Disocactus ackermannii    |
|  | Zajednički poslužitelj ima još gradiva o temi Disocactus ackermannii |
|  | Wikivrste imaju podatke o taksonu Disocactus ackermannii             |